# Lamia Zribi
Pour les articles homonymes, voir Zribi.
Lamia Zribi (arabe : لمياء الزريبي), née le 29 juillet 1961 à Medjez el-Bab, est une femme politique tunisienne.
Elle est ministre des Finances tunisienne de 2016 à 2017 puis préside le Conseil national de la statistique.

## Études
Née en 1961 à Medjez el-Bab, Lamia Zribi est originaire du gouvernorat de Zaghouan. Elle suit des études supérieures à la faculté de droit et des sciences politiques et économiques de l'université de Tunis, où elle obtient en 1983 une maîtrise en sciences économiques puis intègre l'École nationale d’administration, où elle obtient en 1993 un diplôme de fin d’études supérieures,.

## Parcours professionnel
En 2001, elle devient directrice des dépenses extérieures au ministère du Développement et de la Coopération internationale puis, jusqu'en 2008, exerce la fonction de directrice générale des prévisions.
Elle exerce aussi la fonction de PDG de TradeNet (TTN). Le 10 mai 2016, elle est nommée par le ministre des Finances comme PDG de la Banque de financement des petites et moyennes entreprises en remplacement de Souhir Taktak.

## Parcours politique
Le 2 février 2015, elle est nommée au poste de secrétaire d'État auprès du ministre du Développement, de l’Investissement et de la Coopération internationale Yassine Brahim dans le gouvernement de Habib Essid,.
Le 20 août 2016, elle est nommée ministre des Finances dans le gouvernement de Youssef Chahed. Elle est la première femme à accéder à ce poste en Tunisie.
Le 30 avril 2017, elle est démise de ses fonctions de ministre et remplacée à titre intérimaire par le ministre du Développement, de l'Investissement et de la Coopération internationale, Fadhel Abdelkefi. Le 18 août, elle est nommée présidente du Conseil national de la statistique,.

## Vie privée
Elle est mariée et mère de deux enfants.